# Pasta ripiena in Italia
In Italia, la pasta ripiena rappresenta un settore molto importante nell'ambito delle paste fresche. Lungo la penisola, infatti, si sono sviluppate innumerevoli tipologie di pasta ripiena che cambiano a seconda della loro guisa e del loro ripieno, che può contenere carne, pesce, verdura o formaggio.

## Origini
Le origini della pasta ripiena si situano nel Medioevo. Stando ad alcune testimonianze, Marco Polo avrebbe fatto conoscere tale pasta ripiena e gli spaghetti in Cina, dove avrebbero preso il nome di jiaozi e noodles (tuttavia gli orientali hanno spesso prediletto una pasta senza uova e la cottura a vapore, nonché altri tipi di farine e ripieni). Altre testimonianze vogliono invece che l'esploratore avesse importato in Italia gli jiaozi e i noodles, dove avrebbero preso il nome di "ravioli" e "spaghetti".

## Descrizione
In Italia la pasta ripiena tradizionale è costituita da una sfoglia, all'uovo o meno, la forma molto variabile, che può essere quadrata, rettangolare, triangolare, circolare, a semicerchio, a mezzaluna e a "cappello" (cappelletti, agnoli, tortellini ecc..), per i modi in cui viene chiusa e per il tipo di ripieno, che è solitamente di carni o di magro (formaggio, patate, erbe spontanee, e ortaggi da foglia coltivati). Spesso e volentieri, la pasta ripiene viene legata con le uova, compattata con il pangrattato, rassodata con un formaggio stagionato e insaporita con gli aromi. Alcuni tipi di pasta ripiena si consumano con il brodo.
In anni più recenti sono state introdotte delle paste ripiene da ristorante che possono contenere ingredienti pregiati e insoliti come il pesce affumicato, il foie gras, la fonduta e la carne da pollame.
Oltre alla pasta fresca tradizionale, vi è quella prodotta industrialmente e destinata alla grande distribuzione.

## Varianti locali

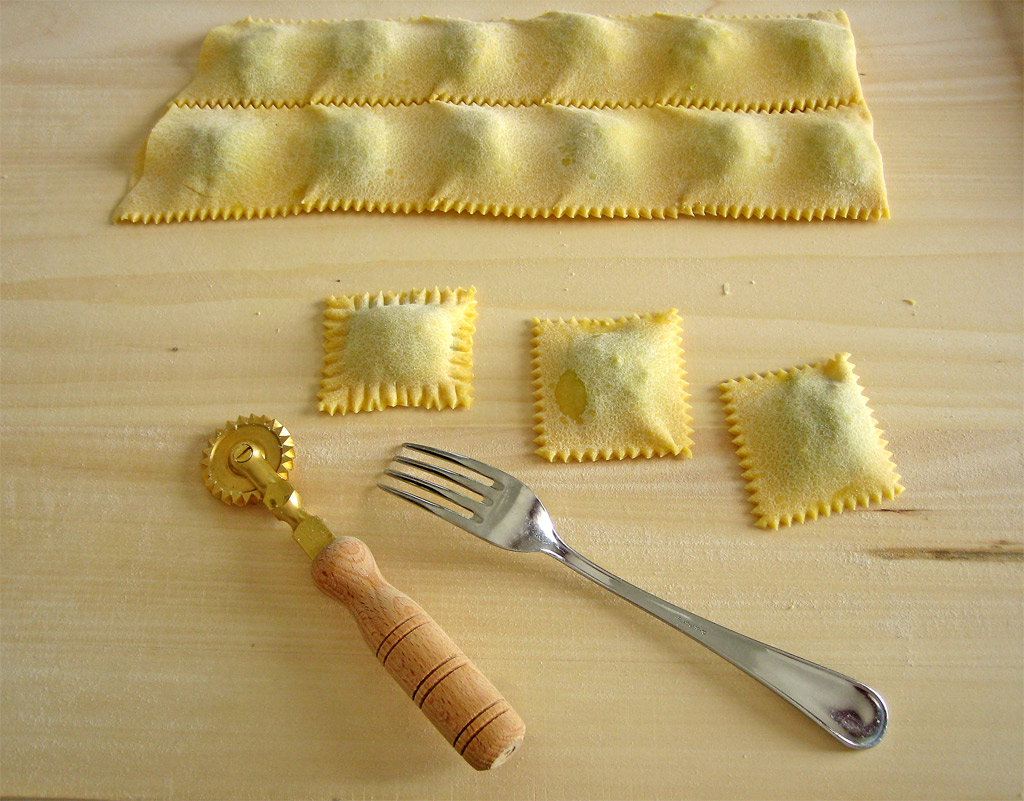
Ravioli ripieni di lattuga

Ogni regione conta la presenza di almeno una decina di specialità. La pasta ripiena è tradizionalmente diffusa in tutta l'Italia centro-settentrionale, ma è in special modo lungo la pianura padana che si sono sviluppate le specialità più note. Una regione in cui è particolarmente radicata la produzione di pasta ripiena da brodo è l'Emilia-Romagna. La terminologia è eterogenea e non è raro che lo stesso prodotto possa essere denominato tortellino in una località e raviolo a pochi chilometri di distanza, o che prodotti con forma e contenuto differente possano avere lo stesso nome in località diverse. 
- In Piemonte sono prodotti gli agnolotti piemontesi, contenenti un impasto a base di carne di brasato al barolo o comunque carni arrosto. Nella regione vengono preparati dei tortellini  di dimensioni particolarmente generose e con un contenuto di magro chiamati tortelloni.
- In Lombardia vi è la tradizione dei casonsei, dalla caratteristica forma a caramella, dei marubini cremonesi, e degli agnolotti pavesi contenenti carne stracotta.
- In Liguria si produce un raviolo a base di carni crude, formaggio e borragine, i Pansotti e le focaccette al formaggio.
- Nel mantovano sono celebri i tortelli di zucca.
- Il panzerotto è una forma di pasta anch'essa a mezzaluna e contenente un ripieno di magro (non contenente quindi carne), diffusa in Veneto e sulla costa adriatica. Da non confondersi col Panzerotto pugliese, che è una varietà di pizza simile al calzone.
- In Emilia sono famosi i tortellini, contenenti prosciutto crudo, gli anolini nel piacentino e nel parmense, i cappelletti nel ferrarese e nel reggiano.
- In Romagna vi è la forte tradizione dei cappelletti, con un ripieno a base di ricotta e vari formaggi. Sono tradizionali inoltre i ravioli con ripieno di ricotta e spinaci, gli orecchioni con ricotta e prezzemolo (a forma di mezzaluna o triangolo),  la spoja lorda e i tortelli di patate. I ravioli in Romagna vengono talvolta chiamati tortelli.
- In Toscana sono tipici i tortelli di patate.
- In Sardegna sono tradizionali i culurgiònes.

## Tipi di pasta ripiena italiana
- agnolotti pavesi
- agnolotti piemontesi
- anolini
- agnolini
- cappelletti
- cappellacci
- casoncelli
- cjarsons
- culurgiònes
- fagottini (pasta)
- marubini
- pansoti
- ravioli
- tortelli
- tortellini
- tortelloni